# Holocaust Memorial Center

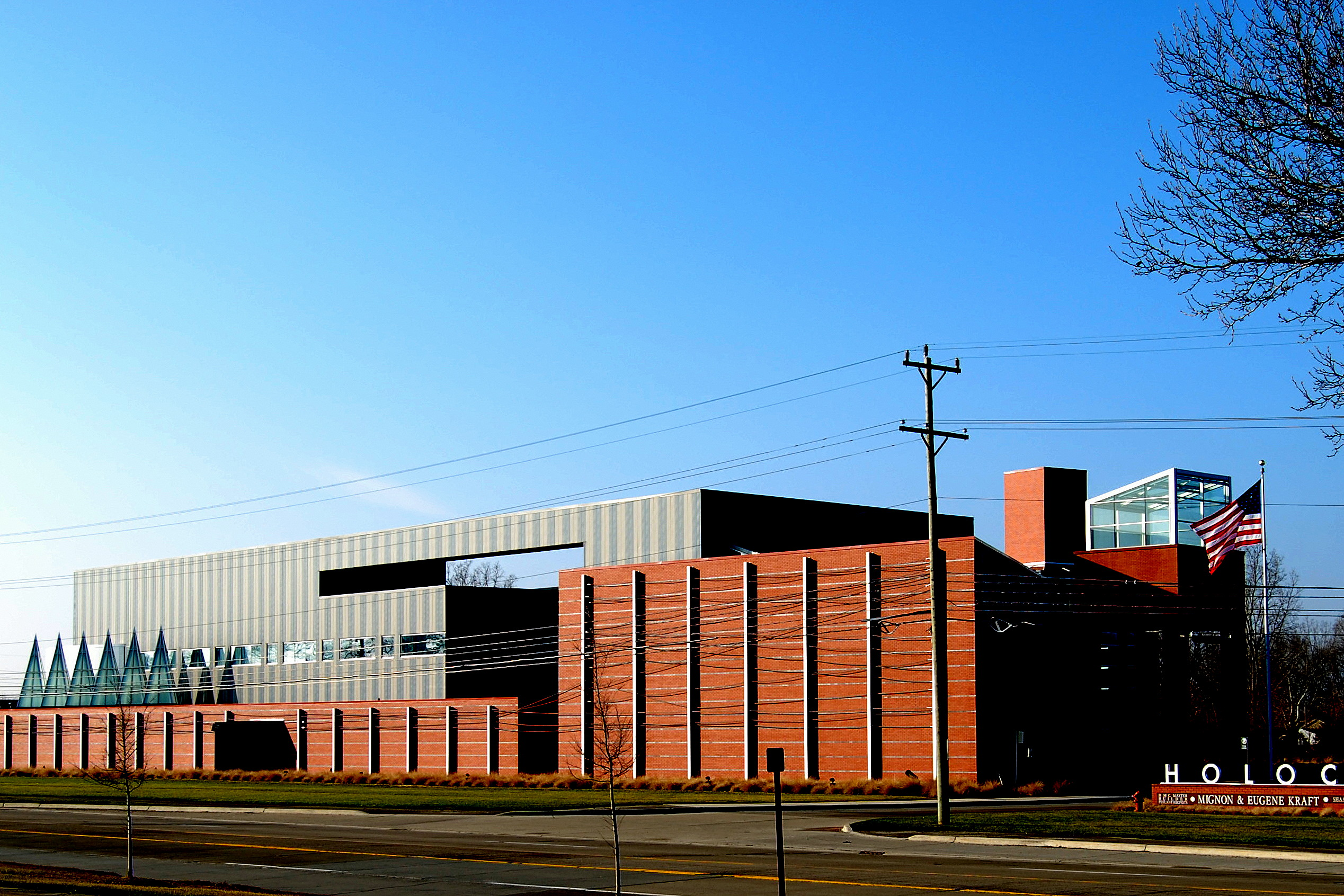
Holocaust Memorial Center

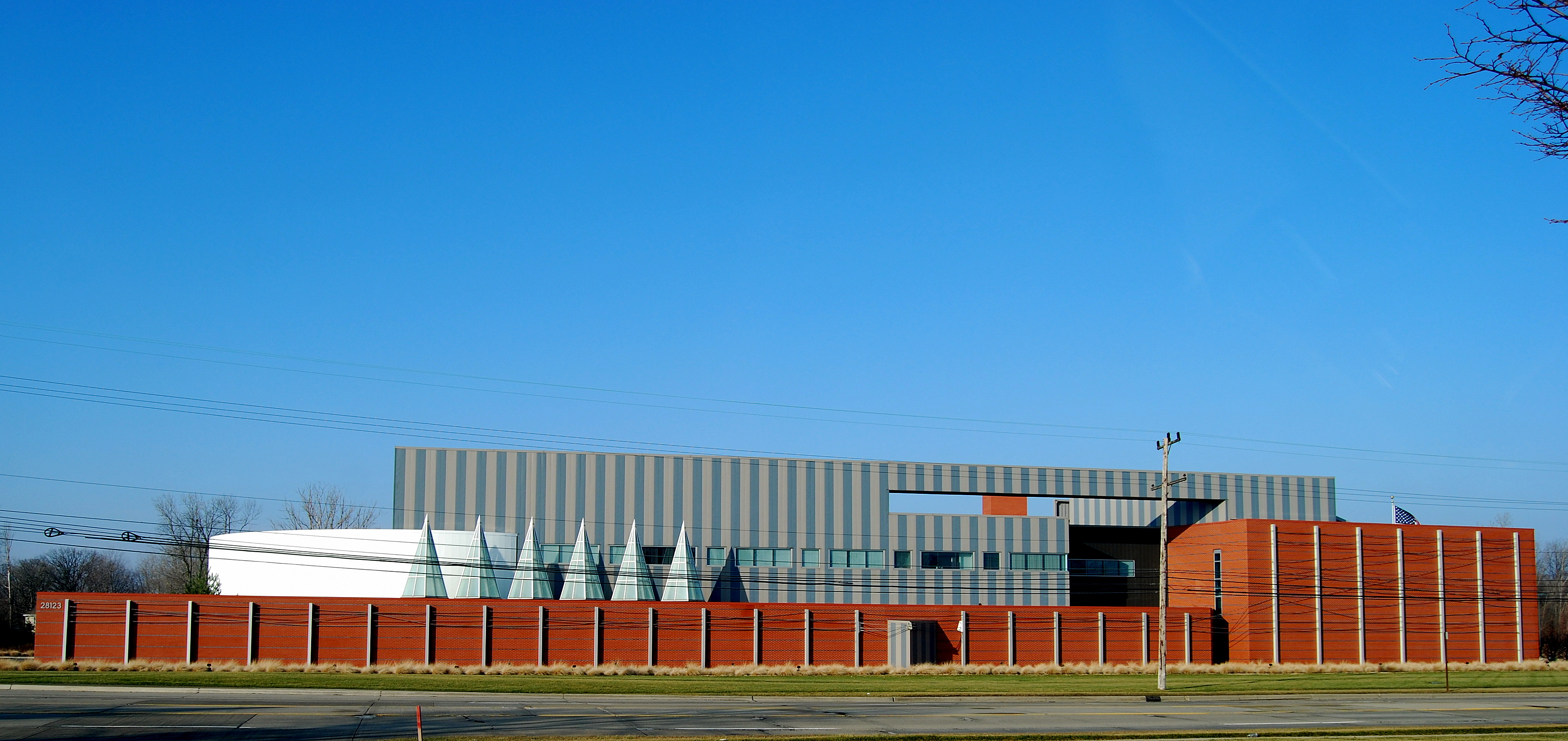
Holocaust Memorial Center

Das Zekelman Family Holocaust Memorial Center (ZFHMC) in Farmington Hills, Michigan, wurde 1984 von der Shaarit Haplaytah Organisation unter der Leitung von Rabbi Charles Rosenzveig als erstes Holocaust-Museum in den USA gegründet.
Es gilt als Vorbild für das Holocaust Center in Washington D.C., das Tolerance Center in Los Angeles, Kalifornien, und das Museum of Jewish Heritage Museum in New York. Mehr als 2,5 Millionen haben das HMC seit seiner Gründung besucht. 1,6 Millionen davon sind Schüler oder Studenten. Alleine im Jahr 2000 besuchten 4300 Gruppen aus Michigan, dem Mittleren Westen und Kanada das Museum. Das Museum zeigt die Schrecken der Verfolgung und Vernichtung der Juden in Europa durch den Nationalsozialismus. Es zeigt außerdem die Höhepunkte der über 2000-jährigen Geschichte und Kultur eines Volkes.
Die Bibliothek und das Archiv des Centers zählen mit über 15.000 Büchern und Dokumenten in verschiedenen Sprachen (Englisch, Deutsch, Hebräisch, Jiddisch …), 1.000 Videos, zahlreichen Dokumenten und Mikrofilmen zu den wichtigsten in den Vereinigten Staaten.
Im Museum kann ein österreichischer Gedenkdienst abgeleistet werden.